# Jackie Opel
Jackie Opel, ursprungligen Dalton Bishop, född 1938 i Bridgetown, Barbados, död 8 mars 1970 i Bridgetown, Barbados, var en barbadisk musiker.
Tidigt under 1960-talet flyttade han till Jamaica för att vara med The Mighty Sparrow och Lynn Tait i en uppsättning som Byron Lee producerade. När uppsättningen var klar stannade Jackie Opel kvar i det nyligen självständiga Jamaica och försöka göra något nytt i den då växande ska-usiken. Opel ville föra ihop amerikansk soul med skamusiken och krydda allt med lite jazz. Efter ett tag blev han en av sångarna hos The Skatalites. 
Efter några succéartade år på Jamaica åkte Opel hem till Barbados men blev där inte alls välkomnad som på Jamaica. Opel försökte skapa ett nytt sound, spouge, men lyckades ej. I mars 1970 omkom Opel i en bilolycka. 
Jackie Opel sägs ha inspirerat den då unga Bob Marley, och The Wailers brukade öppna upp Opels konserter under de tidiga åren. 